# Karl Josef von Hefele
Karl Josef von Hefele (Aalen, 15 marzo 1809 – Rottenburg am Neckar, 5 giugno 1893) è stato un vescovo cattolico tedesco.

## Biografia
Nato nel quartiere di Unterkochen, della città di Aalen nel Württemberg, von Hefele frequentò la Università di Tübingen ove nel 1839 divenne professore ordinario di Storia della Chiesa e Patristica presso la facoltà cattolica di teologia.
Dal 1842 al 1845, von Hefele fece parte dell'Assemblea Nazionale del Regno di Württemberg e nel novembre 1869 fu eletto vescovo di Rottenburg. La sua già considerevole attività letteraria non ne ebbe minimamente a soffrire, e tra le sue numerose opere teologiche, si possono citare per esempio la rinomata edizione sui Padri Apostolici, uscita nel 1839; la sua Vita del Cardinal Jiménez, pubblicata nel 1844; ed il popolare Conciliengeschichte (Storia dei Concili della Chiesa), in sette volumi, che apparvero tra il 1855 e il 1874.
Le opinioni teologiche di von Hefele tendevano verso le posizioni più liberali della Chiesa Cattolica, ma ciò nonostante ricevette e fu membro della Commissione che allestiva i preparativi del Primo Concilio Vaticano del 1870. Alla vigilia del Concilio, pubblicò a Napoli il suo saggio Causa Honorii Papae, che voleva dimostrare l'impossibilità morale e storica dell'infallibilità del papa; contemporaneamente pubblicava un volume in tedesco sulla stessa materia. Ebbe un ruolo preminente nelle discussioni del Concilio, associandosi a Félix Dupanloup e a Georges Darboy, arcivescovo di Parigi, nell'opporre la dottrina dell'infallibilità e fornendo ai due alti prelati le sue profonde conoscenze di storia ecclesiastica. Nelle discussioni preliminari, votò contro la promulgazione del dogma, e fu assente all'importante seduta del 18 giugno 1870, inviando la sua sottomissione al decreto solo nel 1871, quando spiegò in una lettera pastorale che il dogma "si riferiva soltanto alla dottrina presentata ex cathedra, ed ivi soltanto alle rispettive definizioni, ma non alle sue prove o spiegazioni".
Nel 1872 von Hefele prese parte al congresso organizzato dagli Ultramontani a Fulda, e grazie al suo giudizioso uso di tattiche minimizzanti, mantenne la sua diocesi fuori da qualsiasi partecipazione allo scisma dei vetero-cattolici. Gli ultimi quattro volumi della 2ª edizione della sua Storia dei Concili sono stati descritti come un abile adattamento alla nuova situazione creata dai decreti vaticani. Negli ultimi anni di vita, von Hefele non intraprese ulteriori sforzi letterari a favore della Chiesa, ma si ritirò a vita privata.

## Genealogia episcopale e successione apostolica
La genealogia episcopale è:
- Vescovo Johannes Wolfgang von Bodman
- Vescovo Marquard Rudolf von Rodt
- Vescovo Alessandro Sigismondo di Palatinato-Neuburg
- Vescovo Johann Jakob von Mayr
- Vescovo Giuseppe Ignazio Filippo d'Assia-Darmstadt
- Arcivescovo Clemente Venceslao di Sassonia
- Arcivescovo Massimiliano d'Asburgo-Lorena
- Vescovo Kaspar Max Droste zu Vischering
- Vescovo Josef Ludwig Alois von Hommer
- Arcivescovo Ferdinand August von Spiegel
- Arcivescovo Bernhard Boll, O.Cist.
- Arcivescovo Hermann von Vicari
- Vescovo Wilhelm Emmanuel von Ketteler
- Vescovo Lothar von Kübel
- Vescovo Karl Josef von Hefele

La successione apostolica è:
- Arcivescovo Johann Baptist Orbin (1882)
- Vescovo Wilhelm von Reiser (1886)